# Windmills by the Ocean
Windmills by the Ocean – amerykański zespół muzyczny, wykonujący muzykę klasyfikowaną jako atmosferyczny sludge albo też post-metal. Zespół nagrał dotychczas jedną płytę, zatytułowaną Windmills by the Ocean i wydaną przez Robotic Empire w 2006 r. Album zawiera długie (6–9 minut), rozbudowane utwory instrumentalne, brzmieniowo i kompozycyjnie kojarzące się z dokonaniami takich zespołów jak Pelican, Russian Circles czy Red Sparowes.

## Członkowie zespołu
- Mike Davis
- Dave Dunbar
- Brooke Hamre Gillespie
- Bryant Clifford Meyer (udzielający się także w Isis, The Gersch oraz Red Sparowes)
- Thos Niles

## Dyskografia
- 2006 - Windmills by the Ocean (Robotic Empire)